# Czarna eskadra
Czarna eskadra – amerykański film wojenny z 1995 roku oparty na kanwie prawdziwej historii 332 Grupy Myśliwskiej Sił Powietrznych Armii Stanów Zjednoczonych.

## Główne role
- Laurence Fishburne – Hannibal Lee Jr.
- Cuba Gooding Jr. – Billy Roberts (A-Train)
- Christopher McDonald – Major Sherman Joy
- Courtney B. Vance – Porucznik Glenn
- Malcolm-Jamal Warner – Leroy Jonas Cappy

## Fabuła
Nawet w czasie II wojny światowej w Ameryce panuje rasizm. Armia Stanów Zjednoczonych nie chce dopuścić czarnych do jej szeregów. Władze godzą się jednak na eksperyment i przyjmują grupę czarnych na próbę. Film pokazuje nam zmagania czarnych z rasistowskimi dowódcami w czasie ich szkolenia, więzy przyjaźni łączące czarnych braci, śmierć kompanów. W późniejszej części filmu widzimy ich operacje wojskowe oraz sukces czarnych pilotów, którzy zasłużyli sobie na szacunek i odznaczenia.

## Nagrody i nominacje
- Nominacja do Złotego globu dla Laurence Fishburne jako najlepszego aktora w filmie telewizyjnym (1996)
- Nagrody EMMY za najlepszą obsadę filmu telewizyjnego, najlepszego montażu filmu telewizyjnego przy użyciu jednej kamery dla Davida Beatty (1996)
- Nominacje do EMMY za najlepszy film telewizyjny dla Billa Carraro i Franka Price'a, za najlepszą muzykę do filmu telewizyjnego dla Lee Holdridge'a, za najlepsze efekty specjalne w filmie telewizyjnym, dla najlepszego aktora w filmie telewizyjnym dla Laurence Fishburne i Andre Braughera, najlepszy scenariusz dla Parisa Quallesa, Rona Hutchinsona, Trey Ellis (1996)
- Nominacja do nagrody SAG dla Laurence Fishburne jako najlepszego aktora w filmie telewizyjnym (1996)
- Nominacja do nagrody DGA dls Roberta Markowitza za najlepsze osiągnięcie reżyserskie (1996)
- Nominacja do nagrody EDDIE dla Davida Beatty'ego za najlepszy montaż filmu fabularnego dla niekomercjalnej telewizji (1996)